# Chris Baldwin
Christopher "Chris" Baldwin (Chicago, 15 d'octubre de 1975) va ser un ciclista estatunidenc que fou professional de 1999 al 2013. Del seu palmarès destaquen dos Campionats nacionals en contrarellotge.

## Palmarès
- 1999
  - Vencedor d'una etapa a la Volta a Guatemala
- 2001
  - Vencedor de 2 etapes al Cascade Cycling Classic
- 2003
  -  Campió dels Estats Units en contrarellotge
  - Vencedor d'una etapa al Tour de Beauce
  - Vencedor d'una etapa al Fitchburg Longsjo Classic
  - Vencedor d'una etapa al Tour de Toona
- 2004
  - Vencedor d'una etapa al Cascade Cycling Classic
- 2005
  -  Campió dels Estats Units en contrarellotge
  - Vencedor d'una etapa al Nature Valley Grand Prix
- 2006
  - 1r al Tour de Gila i vencedor d'una etapa
  - Vencedor d'una etapa al San Dimas Stage Race
  - Vencedor d'una etapa al Tour de Utah
- 2009
  - Vencedor d'una etapa al Mount Hood Cycling Classic